# Квинта

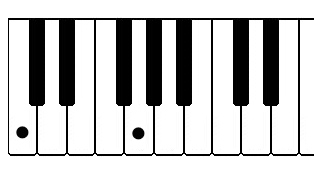
Пример квинты

Кви́нта (с лат. quinta — «пятая») — музыкальный интервал шириной в пять ступеней; обозначается цифрой 5.

## Разновидности квинты
Квинта имеет несколько разновидностей.

### Чистая квинта
Чистая квинта — интервал в пять ступеней (три с половиной тона). Обозначается ч. 5, является устойчивым интервалом и совершенным консонансом.
Чистая квинта строится на I, II, II пониженной, III, IV, V и VI ступенях в мажоре, на I, II пониженной, II (с участием VI мелодической) III, IV, V, VI и VII натуральной — в миноре.

### Увеличенная квинта

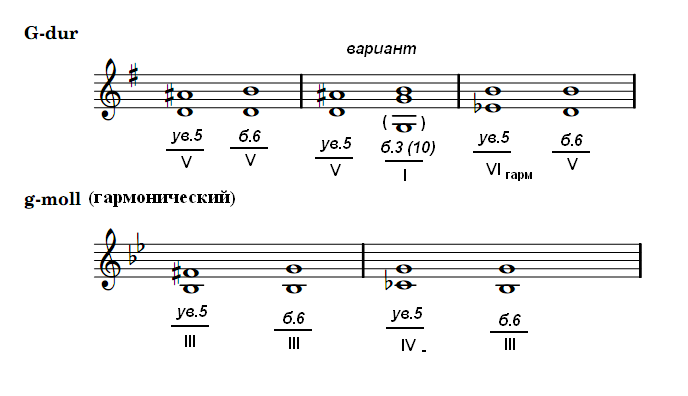
Увеличенные квинты в ладу

Увеличенная квинта — интервал в пять ступеней (четыре тона). Энгармонически равна малой сексте, обозначается ув. 5.
Увеличенная квинта строится:
- в мажоре на V (с участием II повышенной) и VI гармонической ступенях, в обоих случаях движением одного из голосов на полтона разрешается в большую сексту на V ступени. Следует отметить, однако, что в случае с увеличенной квинтой на V ступени весьма сильно тяготение нижнего звука в тонику, поэтому нередко встречается разрешение в большую терцию (либо дециму, в зависимости от того, вверх или вниз будет взята тоника) на I ступени.
- в гармоническом миноре на III и на IV пониженной ступенях, в обоих случаях движением одного из голосов на полтона разрешается в большую сексту на III ступени.

Существуют также ещё две пары увеличенных квинт — на II пониженной и VII мелодической в мажоре, на II пониженной (с участием VI мелодической) и VII натуральной (с участием IV повышенной) в миноре, однако они не могут быть разрешены с соблюдением правил голосоведения и не имеют явного ладового тяготения, и поэтому употребляются редко.

### Уменьшенная квинта

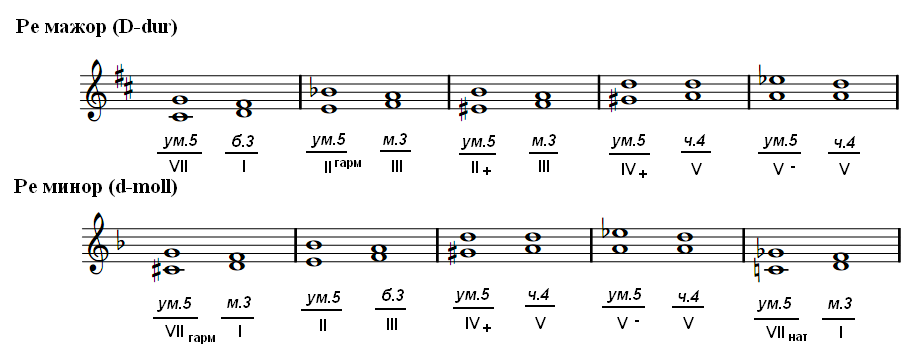
Уменьшенные квинты в ладу

Уменьшенная квинта — интервал в пять ступеней (три тона). Обозначается ум. 5, энгармонически равна увеличенной кварте, является одной из разновидностей тритона. Чаще всего встречается уменьшенная квинта, построенная на VII ступени мажора и гармонического минора (диатоническая). В обоих случаях она разрешается в терцию на I ступени (в мажоре эта терция большая, в миноре — малая). Этот интервал имеет особое значение, так как на его разрешение опирается вся мажоро-минорная система ладов.
Уменьшенная квинта также строится:
- В мажоре
  - на II ступени (с участием VI гармонической);
  - на II повышенной ступени;
  - на IV повышенной ступени;
  - на V ступени (с участием II пониженной).

Первые две квинты разрешаются в малую терцию на III ступени, последние две — в чистую кварту на V ступени.
- В миноре
  - на II ступени — разрешается в большую терцию на III ступени;
  - на IV повышенной ступени — разрешается в чистую кварту на V ступени;
  - на V ступени (с участием II пониженной) — разрешается в чистую кварту на V ступени;
  - на VII натуральной ступени (с участием IV пониженной) — разрешается в малую терцию на I ступени.

Ещё две уменьшенных квинты — на III ступени (с участием VII мелодической) в мажоре и на VI мелодической в миноре — встречаются редко, не могут быть разрешены с соблюдением правил голосоведения и не имеют явного ладового тяготения.

### Дважды уменьшенная квинта

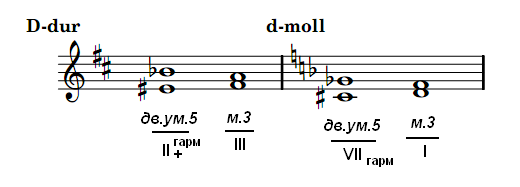
Дважды уменьшенные квинты в ладу

Дважды уменьшенная квинта — интервал в пять ступеней (два с половиной тона). Энгармонически равна чистой кварте, обозначается дв. ум. 5.
В ладу существует только одна пара дважды уменьшенных квинт: на II повышенной ступени (с участием VI гармонической) в мажоре и на VII гармонической (с участием IV пониженной) в миноре. В обоих случаях встречным движением голосов дважды уменьшенная квинта разрешается в малую терцию: в мажоре на III ступени, в миноре — на I.

## Строй
Чистая квинта имеет разное соотношение частот звуков в разных вариантах настройки:
- пифагорейский строй и натуральный строй — 3 : 2;
- равномерно темперированный строй — {\displaystyle {\sqrt[{12}]{2^{7}}}\approx 1{,}4983...}

Эти величины отличаются друг от друга примерно на 0,113 %. При выражении в центах (сотых долях полутона равномерно темперированного строя) равномерно темперированная чистая квинта составляет ровно 700 центов, тогда как  натуральная (и пифагорейская) чистая квинта составляет примерно 701,955 цента.
Натуральная квинта образуется, когда длина стоячей волны на струне (или в другом колеблющемся теле, например в столбе воздуха в трубе духового инструмента и т.д.) уменьшается на 40% при прочих равных условиях. 

## Звучание
- Чистая квинта

| C-G Восходящая последовательность Помощь по воспроизведению файла | C-F Нисходящая последовательность Помощь по воспроизведению файла |